# Copa del Generalíssim de futbol 1952-53
La Copa del Generalíssim de futbol 1952-53 va ser la 49ena edició de la Copa d'Espanya.

## Primera Ronda
1 d'octubre.
| Equip 1               | Global | Equip 2                   | Anada | Tornada |
| --------------------- | ------ | ------------------------- | ----- | ------- |
| Caudal Deportivo      | 1-2    | Real Avilés CF            | 1-1   | 0-1     |
| Club Ferrol           | 3-1    | UD Salamanca              | 2-0   | 1-1     |
| Barakaldo CF          | 8-3    | Gimnástica de Torrelavega | 5-3   | 3-0     |
| CA Osasuna            | 5-9    | CD Alavés                 | 5-4   | 0-5     |
| UE Lleida             | 3-2    | Gimnàstic de Tarragona    | 3-1   | 0-1     |
| SD Espanya Industrial | 8-3    | UE Sant Andreu            | 3-0   | 5-3     |
| Burgos CF             | 4-2    | AD Plus Ultra             | 2-1   | 2-1     |
| RCD Mallorca          | 3-2    | CE Sabadell               | 3-1   | 0-1     |
| Hèrcules CF           | 4-1    | Orihuela Deportiva CF     | 3-1   | 1-0     |
| Real Jaén CF          | 4-3    | CD Mestalla               | 3-0   | 1-3     |
| Real Murcia CF        | 8-5    | CP Cacereño               | 3-2   | 5-3     |
| RCD Córdoba           | 4-5    | UD Las Palmas             | 3-2   | 1-3     |
| Atlético Tetuán       | 4-6    | UD Melilla                | 2-4   | 2-2     |
| RB Linense            | 3-2    | Atlético Baleares         | 3-0   | 0-2     |
| Granada CF            | 7-2    | CE Alcoià                 | 4-0   | 3-2     |

## Segona Ronda
28 de desembre.
| Equip 1        | Global | Equip 2                  | Anada | Tornada |
| -------------- | ------ | ------------------------ | ----- | ------- |
| Club Ferrol    | 4-6    | Real Avilés CF           | 3-1   | 1-5     |
| CD Alavés      | 2-2    | Burgos CF                | 1-0   | 1-2     |
| Barakaldo CF   | 4-3    | CD Logroñés              | 3-2   | 1-1     |
| UE Lleida      | 0-2    | SD Espanya Industrial    | 0-0   | 0-2     |
| UD Las Palmas  | 5-2    | RCD Mallorca             | 4-1   | 1-1     |
| Real Murcia CF | 2-1    | Hèrcules CF              | 2-0   | 0-1     |
| UD Melilla     | 2-6    | Real Jaén CF             | 2-1   | 0-5     |
| Granada CF     | 7-3    | Real Balompédica Linense | 4-1   | 3-2     |

- Desempat

| Equip 1   | Marcador | Equip 2   |
| --------- | -------- | --------- |
| CD Alavés | 2-2      | Burgos CF |
| Burgos CF | 2-2      | CD Alavés |
| CD Alavés | 3-0      | Burgos CF |

## Tercera Ronda
1 d'abril.
| Equip 1        | Global | Equip 2               | Anada | Tornada |
| -------------- | ------ | --------------------- | ----- | ------- |
| CD Alavés      | 5-1    | Real Avilés CF        | 5-1   | [ 4 ]   |
| Barakaldo CF   | 6-0    | SD Espanya Industrial | 6-0   | [ 5 ]   |
| Real Jaén CF   | 3-7    | Granada CF            | 1-3   | 2-4     |
| Real Murcia CF | 1-0    | UD Las Palmas         | 1-0   | 0-0     |

## Vuitens de final
17 i 24 de maig.
| Equip 1          | Global | Equip 2                 | Anada | Tornada |
| ---------------- | ------ | ----------------------- | ----- | ------- |
| Reial Societat   | 4-3    | Reial Valladolid        | 3-1   | 1-2     |
| Deportivo Alavés | 2-9    | Athletic Club           | 2-4   | 0-5     |
| Barakaldo CF     | 6-4    | Reial Oviedo            | 4-2   | 2-2     |
| Real Gijón       | 2-4    | RCD Espanyol            | 1-0   | 1-4     |
| FC Barcelona     | 6-1    | València CF             | 5-0   | 1-1     |
| Granada CF       | 2-7    | Real Santander          | 1-1   | 1-6     |
| Reial Madrid CF  | 7-1    | Real Murcia CF          | 4-0   | 3-1     |
| Sevilla CF       | 3-5    | Club Atlético de Madrid | 1-1   | 2-4     |

## Quarts de final
31 de maig i 4 de juny.
| Equip 1         | Global | Equip 2                 | Anada | Tornada |
| --------------- | ------ | ----------------------- | ----- | ------- |
| Barakaldo CF    | 2-7    | Athletic Club           | 1-1   | 1-6     |
| Real Santander  | 1-3    | FC Barcelona            | 1-0   | 0-3     |
| Reial Madrid CF | 5-3    | Reial Societat          | 4-0   | 1-3     |
| RCD Espanyol    | 5-6    | Club Atlético de Madrid | 3-1   | 2-5     |

## Semifinals
7 i el 14 de juny.
| Equip 1         | Global | Equip 2                 | Anada | Tornada |
| --------------- | ------ | ----------------------- | ----- | ------- |
| FC Barcelona    | 9-3    | Club Atlético de Madrid | 8-1   | 1-2     |
| Reial Madrid CF | 3-4    | Athletic Club           | 2-2   | 1-2     |

## Final
| FC Barcelona             | 2 - 1 | Athletic Club |
| ------------------------ | ----- | ------------- |
| Kubala 46' · Manchón 57' |       | Venancio 61'  |

## Campió
| Campions de la Copa d'Espanya 1953 |
| ---------------------------------- |
| Futbol Club Barcelona 12è títol    |